# Alexandra Billings
Alexandra Scott Billings (Inglewood, 28 de marzo de 1962) es una actriz, profesora, cantante y activista estadounidense. Billings es la segunda mujer abiertamente transgénero que ha interpretado a un personaje transgénero en la televisión, lo que hizo en la película de 2005  Romy and Michele: In the Beginning. También es conocida por interpretar al personaje recurrente Davina en la serie de Amazon Transparent y ha interpretado a personajes transgénero en ER, Eli Stone, How to Get Away with Murder, Grey's Anatomy y The Conners.